# Isonychia berneri
Isonychia berneri är en dagsländeart som beskrevs av Boris C. Kondratieff och Voshell 1984. Isonychia berneri ingår i släktet Isonychia och familjen Isonychiidae. Inga underarter finns listade i Catalogue of Life.